# Deepest Blue
Deepest Blue  — електронний гурт, заснований у Великій Британії. Існував у 2002—2010 роках. Учасниками гурту були Мет Шварц і Джоель Едвардс.

## Історія гурту
До заснування Deepest Blue продюсер і композитор Мет Шварц співпрацював з виконавцями Arthur Baker, Mica Paris, JTQ та Massive Attack. Мет брав участь у запису пісні Dissolved Girl, що ввійшла до альбому Mezzanine британського гурту Massive Attack. Пізніше Dissolved Girl була використана як саундтрек до фільму Матриця.
Після підписання контракту з Warner Chappell, продюсер та композитор Джоель Едвардс співпрацював з виконавцями Ed Case, Planet Funk, Chicane, M Factor, Skin (Skunk Anansie), The Underwolves та Мелані Чісхолм.
Перший однойменний сингл дуету Deepest Blue вийшов улітку 2003. Він досяг 7 позиції в чарті Великої Британії. На початку 2004 другий сингл Give It Away досяг 9 місця в чартах Великої Британії та 2 місця в Airplay чарті. У травні 2004 третьому синглу Is It a Sin? вдалося попасти до Top 30. Четвертий сингл Shooting Star, що вийшов у серпні 2004, не потрапив до Top 40, проте пісня між 2004 та 2007 роками використовувалась на Sky Sports News.
Дебютний альбом Late September, який вийшов 7 червня 2004 у Великій Британії, досяг 22 позиції в національному чарті.
Після перерви, під час якої Мет та Джоель працювали над сторонніми проєктами, гурт знову зібрався в 2006.
Сингл Miracle, що вийшов 2008 року на лейблі Destined Records, посів першу позицію в Club чарті Великої Британії.
Гурт розпався 2010 року.

## Дискографія

### Студійні альбоми
- 2004: Late September (#22 UK Albums Chart)